# Ernst Sander (Schriftsteller)
Ernst Leo Sander (* 16. Juni 1898 in Braunschweig; † 1. Juli 1976 in Freiburg im Breisgau) war ein deutscher Schriftsteller und Übersetzer.

## Leben
Ernst Sander wurde als Sohn des Braunschweiger Kaufmanns Emil Sander und der Margarete, geborenen Wöhlert, geboren und verbrachte seine Kindheit und Jugend im historischen Zentrum der ehemaligen Residenzstadt. 1919 begann er an der Technischen Hochschule Braunschweig ein Studium der Mathematik und Physik und studierte ab 1920 in Berlin und Rostock Germanistik, Klassische Archäologie und Musik. Bereits 1922 wurde  Sander mit der Dissertation Johannes Schlaf und das naturalistische Drama zum Dr. phil. promoviert. Im Herbst desselben Jahres ging er zum Reclam-Verlag nach Leipzig, wo er als Übersetzer englischer und französischer Autoren und als Lektor junger deutscher Autoren tätig war. Mehrere junge Schriftsteller wie Manfred Hausmann und Ernst Penzoldt verdankten ihm ihren literarischen Durchbruch.
Durch sein Lektorat bei Reclam lernte er einige bedeutende Schriftsteller wie Stefan Zweig, Gerhart Hauptmann, Ricarda Huch und Thomas Mann kennen, die ihn in seinem eigenen schriftstellerischen Schaffen nachhaltig beeinflussten. 1929 ließ er sich als freier Schriftsteller zunächst in Braunschweig und dann in Hamburg nieder und wurde in den PEN-Club aufgenommen. Die wirtschaftliche Notlage zwang ihn jedoch, in Hamburg als Feuilletonist zu arbeiten, und erst nach dem Ende des Zweiten Weltkrieges war es ihm vergönnt, seine schriftstellerischen Talente zur Entfaltung zu bringen. 1948 siedelte er nach Badenweiler und 1960 nach Freiburg im Breisgau um, wo er bis zu seinem Tod 1976 lebte und arbeitete. Das Land Baden-Württemberg verlieh ihm 1970 den Titel eines Professors.

## Werk
Ernst Sander empfand Frankreich und insbesondere die französische Kultur des 18. Jahrhunderts als seine geistige Heimat. Der aus diesem Hintergrund schöpfende autobiographisch gefärbte Roman Ein junger Herr aus Frankreich aus dem Jahr 1958 ist eines seiner bedeutendsten Werke. Bekannt wurde Sander (geehrt mit dem Großen Bundesverdienstkreuz) vor allem wegen seiner Übersetzungen französischsprachiger Autoren wie Guy de Maupassant, Honoré de Balzac, Gustave Flaubert und Georges Simenon. Daneben gehören auch manche seiner Übertragungen aus dem Englischen weiterhin zum Standard deutscher Verlage wie etwa Das Gespenst von Canterville von Oscar Wilde.
Hans Slemeyer nennt in HEILE WELT (hg. v. Werner Terpitz), Nov. 1995, S. 15, unter Schüttelreimen kann auch gefährlich sein den Schriftsteller Dr. Ernst Sander, Teilnehmer des Ersten Weltkrieges, dass er, „im 2. wieder eingezogen“, „als Hauptmann d.R. und Kompanieführer in einem Offizierskasino an der Ostfront im Februar 1942 folgendes seiner Zeit weit vorauseilende Bonmot zum Besten“ gab: Man wird mich noch den Schüttler heißen, / wenn alle längst auf Hitler scheißen. „Die Folge einer Denunziation waren drei Wochen Untersuchungshaft, Degradierung und Ausstoßung aus dem Heer durch ein Kriegsgericht. Aufgrund einer Intervention seines ehemaligen Kommandeurs wurde Ernst Sander 1943 als Schütze wieder eingestellt und schließlich rehabilitiert, nach dem 20. Juli 1944 aber als politisch unzuverlässig entlassen. Er starb am 1. Juli 1976 im Alter von 78 Jahren in Freiburg. Vgl. hierzu auch Manfred Hanke, Die Schüttelreimer, Stuttgart 1968, S. 110f, der jedoch den Namen Dr. E. Sander nicht nennt“ (soweit Hans Slemeyer).